# Taldinskiy Rayon
Taldinskiy Rayon är en region i Kazakstan.   Den ligger i oblystet Qaraghandy, i den östra delen av landet, 400 km sydost om huvudstaden Astana.